# 皮普兰日
皮普兰日（法語：Puplinge）是瑞士日内瓦州的一个镇，位于日内瓦市区以东，南与法国相接。
截至2009年底，皮普兰日共有居民2067人。

## 外部連結
- （法文）皮普兰日官方网站 （页面存档备份，存于）